# Stephen D. Sullivan
Stephen D. Sullivan (né le 5 septembre 1959 à Moline, IL) est un artiste et un auteur américain. 

## Carrière
Sullivan a enseigné un cours de Donjons et Dragons au MIT, le premier de son genre dans le pays. Sullivan a travaillé pour la TSR comme écrivain et artiste. Sullivan a rejoint le PDG John Rickets, Mark Acres, Andria Hayday, Gaye Goldsberry O'Keefe, Gali Sanchez, Garry Spiegel, Carl Smith et Michael Williams pour former la société de jeux Pacesetter en janvier 1984. Sullivan a travaillé à Pacesetter comme directeur artistique. Il est un auteur prolifique et a écrit plus de vingt-cinq livres. Sullivan est l'auteur de Dragonlance: The New Adventures, The Dying Kingdom et Warrior's Heart. 